# Precrime
Precrime ist ein Begriff, der Tätigkeiten beschreibt, die sich mit potentiellen Straftaten und Straftätern beschäftigen. Der Begriff wurde vom Science-Fiction-Autor Philip K. Dick erfunden. In George Orwells Zukunftsroman 1984 wurden derartige Straftaten „Gedankenverbrechen“ genannt. Der Begriff wird zunehmend in der kriminologischen Literatur benutzt (meist in der Schreibweise pre-crime), um eine Veränderung des Gegenstandes moderner Systeme der Strafverfolgung zu beschreiben und zugleich zu kritisieren.

## Begriffsgeschichte
„Precrime“ wurde durch Steven Spielbergs Film Minority Report aus dem Jahr 2002 bekannt, der auf Philip K. Dicks gleichnamige Kurzgeschichte aus dem Jahr 1956 zurückgeht. In dieser Geschichte ist „Precrime“ der Name einer Strafverfolgungsbehörde, die die Aufgabe hat, Personen zu identifizieren und festzunehmen, die in der Zukunft Straftaten begehen werden. Die Arbeit dieser Behörde beruht auf der Existenz von sogenannten „Precogs“. Hierbei handelt es sich um Menschen mit seherischen Fähigkeiten, die künstlich in einem vegetabilen Zustand gehalten und deren Hirnströme von Computern ausgewertet werden. Behördenchef Anderton erläutert die Vorteile dieses Verfahrens: „In unserer Gesellschaft kommt es zu keinen größeren Verbrechen... aber wir haben eine Verwahrunganstalt voll mit potentiellen Straftätern“. Der Begriff Pre-Crime ist definiert worden als Anwendung „erheblicher staatlicher Zwangsmittel im Falle von nicht unmittelbar drohenden Verbrechen“ (McCulloch/Wilson 2016).

## Pre-crime in der Kriminologie
Die Idee, sich mit potentiellen Straftätern zu befassen, geht zurück auf die positivistische Schule im 19. Jahrhundert, nicht zuletzt auf Cesare Lombrosos Vorstellung des „geborenen Verbrechers“, den man an bestimmten physischen Merkmalen erkennen kann. Im frühen 20. Jahrhundert beeinflussten biologische, psychologische und soziologische Formen des kriminologischen Positivismus die staatliche Kriminalpolitik. Für „geborene Verbrecher“, „kriminelle Psychopathen“ und „gefährliche Gewohnheitsverbrecher“ wurden verschiedene Methoden der „Unschädlichmachung“ (Franz von Liszt) propagiert: Todesstrafe, Verwahrung von unbestimmter Dauer, Kastration etc. (vgl. dazu Radzinowicz 1991). Hundert Jahre später lässt sich eine Tendenz zu „aktuarischer Justiz“ feststellen (Feely/Simon 1994), das heißt zu einer Strafjustiz, die nicht mehr auf konkreter Schuldfeststellung, sondern auf Wahrscheinlichkeitsaussagen über Klassen potentieller Täter beruht. Die sich entwickelnde neue „Sicherheitsgesellschaft“ (Singelnstein 2012) oder „Pre-crime Gesellschaft“ bedarf einer neuen kritischen Kriminologie (Zedner 2007).

## Pre-crime in der Praxis

### Maßregelvollzug
In der Vergangenheit setzte die Verurteilung und Bestrafung die nachweisliche Existenz einer schuldhaft begangenen Straftat voraus. Diese selbstverständliche Grundlage eines rechtsstaatlichen Strafrechts wird verlassen, wenn Sanktionen für noch nicht begangene Straftaten verhängt werden können. Inkeri Antilla, später Justizministerin von Finnland, hat diese Entwicklung in einem frühen Aufsatz (Antilla 1975), am Beispiel der Sicherungsverwahrung, kritisiert. Anstelle der „Precogs“ treten hier die vom Gericht bestellten Sachverständigen. Ansätze dazu finden sich schon seit längerem in der zunehmenden Bedeutung von Prognosen im Strafrecht und Strafvollzug. Für diese Tendenz steht in Deutschland auch das gesamte Maßregelrecht: „Maßregeln sind von Schuld unabhängig, sie können neben oder statt Strafe verhängt werden. Ihr Zweck ist es, gefährliche Täter zu bessern oder die Allgemeinheit zu schützen“ (Fischer 2015, vor § 61 StGB Rn.1). Im Maßregelrecht wird nicht auf die Schuld, sondern primär auf die künftige „Gefährlichkeit“ für die Allgemeinheit abgestellt. Während die 1933 eingeführte Maßregel der Sicherungsverwahrung immerhin noch eine begangene Straftat voraussetzte, machte sich die 2004 eingeführte „nachträgliche Sicherungsverwahrung“ davon weitgehend los. Dies wurde im Jahr 2009 vom Europäischen Gerichtshof für Menschenrechte als Verstoß gegen die Europäische Menschenrechtskonvention gerügt.

### Vorausschauende Polizeiarbeit
Die Logik von Pre-crime ist schon lange Bestandteil der polizeilichen Praxis, indem Fahndung häufig nicht aufgrund eines konkreten Verdachts gegen eine bestimmte Person erfolgt, sondern auf der Grundlage generalisierter Verdachtsmerkmale, wie z. B. „verdächtige Gegend“, „verdächtiges Aussehen“, „verdächtiges Benehmen“ (Feest 1972, S. 35 ff). Identitätsfeststellungen sind nach den neueren Polizeigesetzen unabhängig von einem konkreten Verdacht an bestimmten Orten auch dann zulässig, wenn dort „erfahrungsgemäß“ Straftaten „von erheblicher Bedeutung verabredet, vorbereitet oder verübt werden“ (z. B. § 11 BremPolG). Die Entwicklung computergestützter Verfahren zur Prognose der Schauplätze und Täter künftiger Straftaten hat diese Praxis auf eine neue technologische Grundlage gestellt. In Deutschland hat der Sozialwissenschaftler Thomas Schweer eine Software entwickelt, die er als „Pre Crime Observation System“ (PRECOBS) bezeichnet (Schweer 2015). „Die Prognosefähigkeit von PRECOBS basiert im Wesentlichen auf der Beobachtung, dass auf eine Straftat – insbesondere bei Wohnungseinbrüchen – häufig Folgetaten in kurzer zeitlicher und räumlicher Distanz auftreten“ (Gerstner 2017, S. 18). Die Schwäche diese Vorgehens besteht vor allem darin, dass diese Wahrscheinlichkeitsaussagen Prognosen auf dem polizeilichen Wissen über angezeigte/aufgedeckte Straftaten beruhen; das mehr oder weniger große Dunkelfeld kann in die Prognosen nicht eingehen. Die Prognose ist also zirkulär, betrifft also im Wesentlichen die „üblichen Verdächtigen“. Bis heute gibt es in Deutschland verschiedene Predictive-Policing-Lösungen, die sich in Methodik und Umsetzung teilweise stark unterscheiden (Stand: 2020). Neuerdings kommt besondere Bedeutung der Palantir-Software zu (kritisch Peteranderl 2025).

### „Gefährder“
Im deutschen Polizeirecht gilt als Generalklausel der Grundsatz, dass die Polizei die „notwendigen Maßnahmen“ treffen darf, „um eine im einzelnen Falle bestehende, konkrete Gefahr für die öffentliche Sicherheit oder Ordnung (Gefahr) abzuwehren“ (z. B. § 8 Abs. 1 PolG NRW). In der polizeilichen Praxis wird neuerdings der bisher nicht gesetzlich definierte Begriff des „Gefährders“ verwendet, der es ermöglichen soll, unabhängig von einer konkreten Gefahr Maßnahmen gegen eine so etikettierte Person zu ergreifen. So werden bei entlassenen Straftätern von der Polizei „Gefährderansprachen“ vorgenommen. Insbesondere im Zusammenhang mit dem Terrorismus setzt sich durch, auch gegen solche Personen Zwangsmaßnahmen zu ergreifen, bei denen „bestimmte Tatsachen die Annahme rechtfertigen, dass sie politisch motivierte Straftaten von ‚erheblicher Bedeutung‘ begehen werden“. Zu diesem Zweck ist im Jahre 2005 der § 58a Aufenthaltsgesetz eingeführt worden, der es ermöglicht, gegen einen Ausländer ohne vorherige Abschiebungsandrohung eine Abschiebungsanordnung zu erlassen „aufgrund einer auf Tatsachen gestützten Prognose zur Abwehr einer besonderen Gefahr für die Sicherheit der Bundesrepublik Deutschland oder einer terroristischen Gefahr“. Vgl. auch McCulloch/Pickering (2007), wo die Praxis des „Imaginierens“ terroristischer Gefahren durch staatliche Behörden als ein Beispiel für Pre-Crime behandelt wird.

## Kritik
Pre-crime ist Teil einer Entwicklung der Vorverlegung des Strafrechts und der Ausdehnung präventivpolizeilicher Eingriffsmöglichkeiten. Damit gehen rechtsstaatliche Garantien und Sicherungen verloren. So ist für die Unschuldsvermutung im Rahmen präventiver Maßnahmen kein Raum. Kritiker fordern daher die Entwicklung und gesetzliche Fixierung entsprechender Garantien für den Bereich der Prävention, etwa eine „Ungefährlichkeitsvermutung“ (Zedner 2009; Ashworth/Zedner 2014).

## Filme
- Minority Report – Spielfilm von Steven Spielberg, USA 2002
- Pre-Crime – Dokumentarfilm von Monika Hielscher und Matthias Heeder, Deutschland 2017[4]